# Steggoa capensis
Steggoa capensis är en ringmaskart som först beskrevs av Schmarda 1861.  Steggoa capensis ingår i släktet Steggoa och familjen Phyllodocidae.
Artens utbredningsområde är havet kring Nya Zeeland. Inga underarter finns listade i Catalogue of Life.